# 姚尚德
姚尚德（1553年—？），字伯容，號南溟，直隸蘇州府長洲縣人，民籍，明朝政治人物。

## 生平
萬曆七年（1579年）己卯鄉試三十四名，萬曆十四年（1586年）丙戌科會試一百三十一名，登二甲第二十一名進士。兵部观政，历官刑部郎中，二十二年十月升江西副使，三十一年九月降补云南按察司佥事，三十四年七月调湖广佥事，十二月升福建副使。

## 家族
曾祖姚鏜；祖父姚岱，曾任庠生；父姚造。母黃氏。具庆下。弟尚文、尚功、尚志。